# Demetrio H. Brid
Demetrio Honorato Brid Lasso (ur. 21 grudnia 1859, zm. 27 maja 1917) jest powszechnie uważany za pierwszego 'de facto' prezydenta Republiki Panamy. Przewodniczący Rady Najwyższej od 3 listopada do 4 listopada 1903. Tego dnia mianował 3 członków tymczasowego rządu (Junta de Gobierno Provisional). Był politykiem konserwatywnym.